# Stato del Libano Libero
Lo Stato del Libano Libero (in arabo دولة لبنان الحر‎? Dawlat Lubnān al-Ḥurr) fu un'entità politico-geografica a limitato riconoscimento internazionale, annunciato da Sa'd Haddad, militare e politico libanese nonché comandante cristiano-maronita dell'Esercito del Libano del Sud nel corso della guerra civile del Libano. L'annuncio fu fatto il 18 aprile 1979, esercitando l'autorità su alcune zone del Libano del Sud. Lo Stato non riuscì ad ottenere riconoscimenti internazionali e la sua autorità si deteriorò con la morte di Sa'd Haddad nel 1984, conservando solo l'amministrazione della cintura del Libano del Sud e una milizia costituita dall'esercito del Libano del Sud.

## Storia
L'annuncio fu fatto il 18 aprile 1979. Il giorno seguente in maggiore Haddad fu marchiato come traditore dal governo libanese e ufficialmente espulso dall'esercito.
L'esistenza dello Stato del Libano Libero si basava sul supporto logistico israeliano e (dopo il 1982) anche su quello militare, rendendolo effettivamente uno Stato cliente di Israele secondo alcune opinioni. Lo Stato libero del Libano funzionò per diversi anni come autorità semi-indipendente nel Libano del Sud, trovandosi in una completa disconnessione politica con il governo libanese riconosciuto a livello internazionale a Beirut. Il governo del Libano Libero, sotto la guida di Haddad, non ricevette mai riconoscimenti internazionali. Dopo la Guerra del Libano del 1982, gran parte del territorio dichiarato dello Stato libero del Libano divenne parte della Cintura di sicurezza del Libano del Sud, sotto il controllo congiunto delle Forze di Difesa Israeliane e dell'Esercito del Libano Libero (ELL). L'autorità dello Stato libero libanese si deteriorò ulteriormente con la morte di Sa'd Haddad nel gennaio 1984, in seguito alla quale solo la forza militare dell'autoproclamato stato continuò a funzionare, rinominata Esercito del Libano del Sud. 

## Comunicazioni
Durante il conflitto del Libano del Sud del 1982-2000, Sa'd Haddad diresse la stazione radiofonica cristiana "Voice of Hope" (Voce di speranza) inizialmente creata e finanziata da George Otis di High Adventure Ministries. La "Voice of Hope" venne creata come uno sforzo benefico per aiutare l'enclave cristiana nel sud del Libano, ma divenne rapidamente politicizzata, quando Hadaad la usò per diatribe politiche mirate ai suoi numerosi nemici. High Adventure la etichettò come l'unica stazione radio privata in Medio Oriente che trasmetteva il Vangelo, ma il suo messaggio era spesso macchiato dal
la necessaria affiliazione con la milizia di Hadaad, poiché la sua operatività dipendeva dalla sua protezione e autorità, risultando una miscela molto curiosa di lezioni sulle Sacre Scritture e commenti politici che il personale della stazione non poteva controllare o regolare.

## Economia
L'inizio del Good Fence (buon recinto) coincide con l'inizio della guerra civile in Libano nel 1976 e il sostegno israeliano alle milizie prevalentemente maronite nel sud del Libano nella loro battaglia contro l'Organizzazione per la Liberazione della Palestina (OLP). Dal 1977, Israele permise ai maroniti e ai loro alleati di trovare un impiego in Israele e fornì assistenza nell'esportazione dei loro beni attraverso la città portuale israeliana di Haifa. Il principale attraversamento della frontiera tramite il quale transitavano merci e operai era il Fatima Gate che attraversava Metulla. Ciò fornì una sostanziale stabilità economica all'amministrazione dello Stato del Libano Libero e alla successiva amministrazione della cintura di sicurezza del Libano meridionale.

## Relazioni con gli osservatori delle Nazioni Unite
La libertà di movimento del personale UNIFIL e degli osservatori UNTSO all'interno dell'enclave del Libano Libero rimase limitata a causa delle azioni di Amal e dell'esercito del Libano libero sotto il comando del maggiore Sa'd Haddad  con l'appoggio dell'esercito israeliano. Durante la guerra del Libano del 1982, le postazioni dell'Nazioni Unite vennero contrastate, principalmente dall'esercito del Libano del Sud comandato da Sa'd Haddad.

## Riconoscimento
Il Libano Libero non riuscì ad ottenere il riconoscimento da nessun altro Stato, ad eccezione del riconoscimento non ufficiale da parte dello Stato di Israele, ottenendo però un certo sostegno dagli Stati Uniti d'America.